# Airport City (Schönefeld)
Die Airport City ist ein urbanes Dienstleistungszentrum neben dem Berliner Flughafen BER auf einer Bruttogeschossfläche von 210.000 m². Die Airport City ist auch Gegenstand des Masterplans „BER 2040“, welcher die Kapazitäten der Abfertigung sichern soll. Hauptgrund für das ursprüngliche Konzept der Airport City ist die Bereitstellung neuer Arbeitsplätze nach der Schließung des Flughafens Tegel. Nach einer Studie sollen allein durch die Schließung des Flughafens Tegel 20.000 Mitarbeiter abwandern. Die Airport City ist direkt mit dem Terminal und dem Flughafenbahnhof verbunden. Den Entwurf für die Airport City hat der ehemalige Geschäftsführer des Flughafens Lütke Daldrup erstellt. Nach den Planern sollen dort bis 2037 60.000 Arbeitsplätze in der Airport City entstehen, drunter die von Tegel zuwandernden.

## Bebauung
Das Erscheinungsbild der Airport City ist durch eine hohe Gestaltungsqualität der Gebäude und von Freiflächen geprägt. So umschließt die Airport City den Willy-Brandt-Platz als ihre Mitte. An den variablen Baufeldern des Platzes sollen Gebäude mit bis zu sechs Geschossen realisiert werden. Der Nutzungsmix soll Büronutzungen, Hotel und Gastronomie, Tagungen und Kongresse und Gesundheit und Wellness enthalten. Zudem wurde von der Steigenberger-Gruppe ein Vier-Sterne-Superior Hotel mit 322 Zimmern und angeschlossenem Konferenz- und Tagungszentrum, ein 3 Sterne InterCity Hotel unter dem Investor der Dietz AG und das Büro und Dienstleistungszentrum Berlin-Brandenburg Airport Center (BAC) der Architektengruppe GHP realisiert. In diesem Bürogebäude sind Pharmafirmen und Fluggesellschaften in einer Bürofläche von insgesamt 18 770 m² untergekommen. Zudem stehen 4 Parkhäuser und ein Mietwagen-Center im Portfolio.